# Proacidalia shanae
Proacidalia shanae är en fjärilsart som beskrevs av Shinji Kuwayama 1921. Proacidalia shanae ingår i släktet Proacidalia och familjen praktfjärilar. Inga underarter finns listade i Catalogue of Life.